# Regimento de Polícia Montada
O Regimento de Polícia Montada (RPMon) é uma Organização Policial Militar (OPM) especializada em policiamento montado, da Polícia Militar do Paraná.

## História

### Império
Na Lei de criação da PMPR já se previa a constituição de uma seção de cavalaria. Composta por dez soldados e dois cabos, comandados por um segundo sargento. A Lei Provincial n° 61, de 26 de março de 1861, aumentou o efetivo para um alferes, um sargento, dois cabos e dezesseis soldados.
Em 1866 foram adquiridos três animais, mas não foram comprados os arreios. Tudo não passou de projeto, pois não havia condições financeiras para manter a estrutura. Quando necessário, o Presidente da Província recorria à Guarda Nacional e ao Exército.
Em 1879 foram comprados seis cavalos para diligências policiais. E embora esses animais tenham sido vendidos em 1882, esse foi o primeiro núcleo efetivo de policiamento montado na PMPR.

### República
Com Proclamação da República e a consequente mudança da Constituição Federal, ficou vetado o emprego de tropas federais pelos Estados; sendo somente então verdadeiramente estruturada uma tropa de cavalaria.
A primordial missão da cavalaria era a escolta ao Presidente do Estado, em todos seus deslocamentos; o patrulhamento noturno do palácio do governo e da residência das principais autoridades; servindo ainda como tropa de choque em situações críticas, e realizando diligências ao interior do Estado. Por esse motivo, o regulamento prescrevia que seu efetivo não podia ser usado em destacamentos fora da Capital.

### Atualidade
Com o fim do Estado Novo foi dado um novo direcionamento para as polícias militares; passando a cavalaria a denominar-se polícia montada.
A unidade inicialmente contava com modalidade mista de policiamento, desenvolvendo ambas as atividades de policiamento montado e motorizado. Todavia, em 2006 foi criado o 20º Batalhão de Polícia Militar, que passou a ser responsável pelo policiamento motorizado e atendimento de emergências na região leste de Curitiba, ficando o Regimento "Coronel Dulcídio" encarregado somente da atividade especializada.
O atual desdobramento da unidade se dá em três esquadrões, equivalentes à companhias:

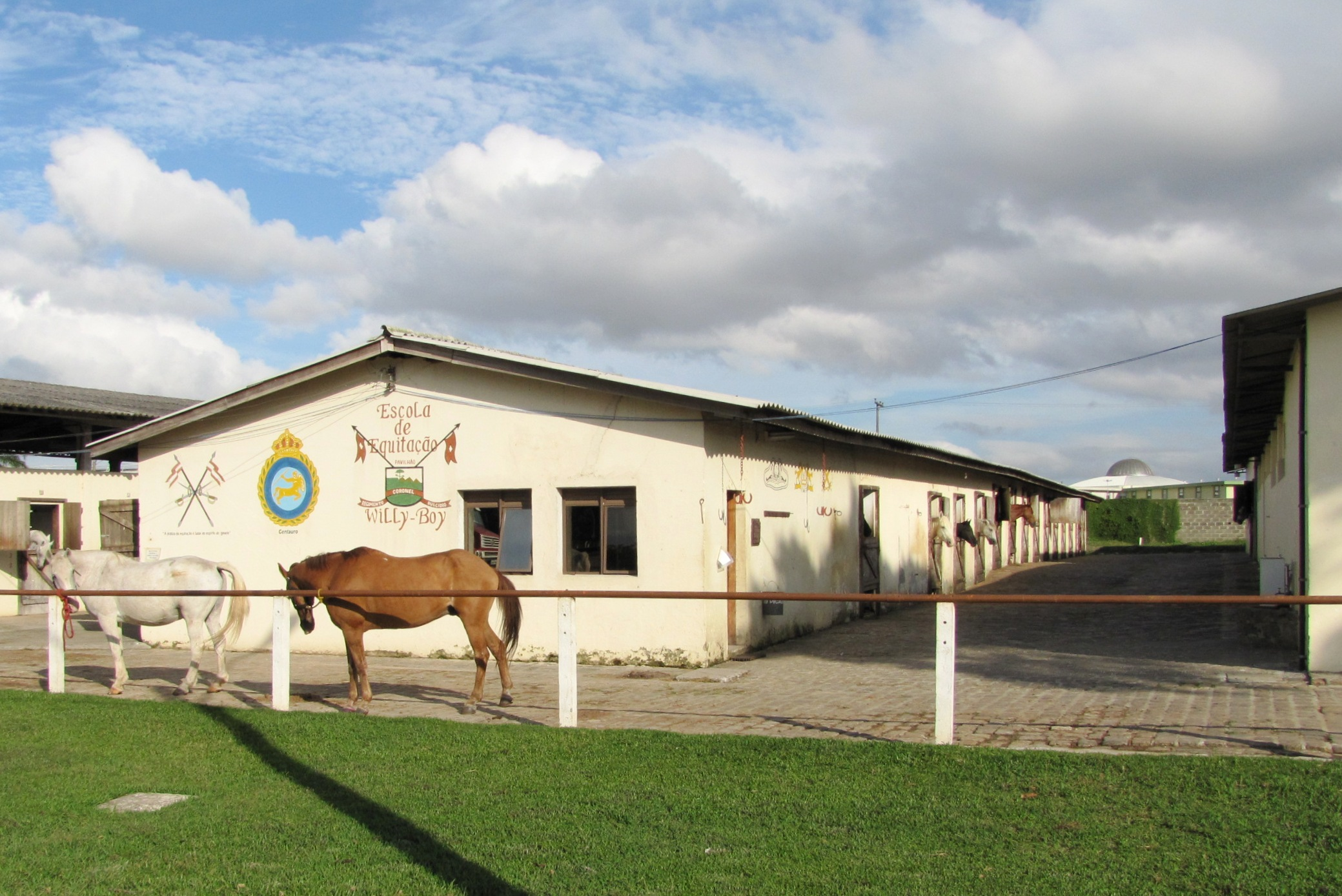
Escola de Equitação Willy Boy. Homenagem ao solípede, alazão n° 19, que venceu diversas competições hípicas pelo RPMon em 1978.

- 1° Esquadrão de Polícia Montada

Situado na Sede Tarumã, o 1º EPM é composto por quatro pelotões, sendo um deles dedicado ao policiamento de choque, dois ao policiamento ordinário e um às atividades de manejo dos equinos. Apesar da divisão de tarefas, todos os policiais são qualificados para exercer quaisquer destas missões.
- 2° Esquadrão de Polícia Montada

O 2º EPM é localizado na Sede Tarumã, e é responsável pelas atividades de Equoterapia, recebendo o nome de "Centro de Equoterapia Soldado Josué Cipriano Diniz". A equoterapia é um método de tratamento que objetiva a reabilitação física e mental de pessoas com deficiências. O cavalo é utilizado para abordar de forma multidisciplinar esses indivíduos, servindo de agente facilitador para ganhos físicos e psicológicos.
A equoterapia no âmbito da PMPR é regulamentada pela Lei Estadual 18.888/16, e configura como atividade orgânica da corporação. Os praticantes passam por avaliações e contam com acompanhamento durante todo o tratamento.
Mais informações sobre a fila de espera e avaliações para o tratamento podem ser obtidas através do telefone (41)33152771.
- 3° Esquadrão de Polícia Montada (Esquadrão Escola)

O 3º EPM, com sede no Haras Palmital (no município de Pinhais/PR), é responsável pela formação e especialização de policiais militares. Conhecida como "Esquadrão Escola", essa subunidade também cuida da doma e manejo de novos equinos, bem como da adaptação e readaptação de animais que apresentam problemas durante as missões da cavalaria.
O Regimento "Coronel Dulcídio" conta, atualmente, com uma tropa totalmente capacitada e habilitada para o policiamento hipomóvel.

## Missão

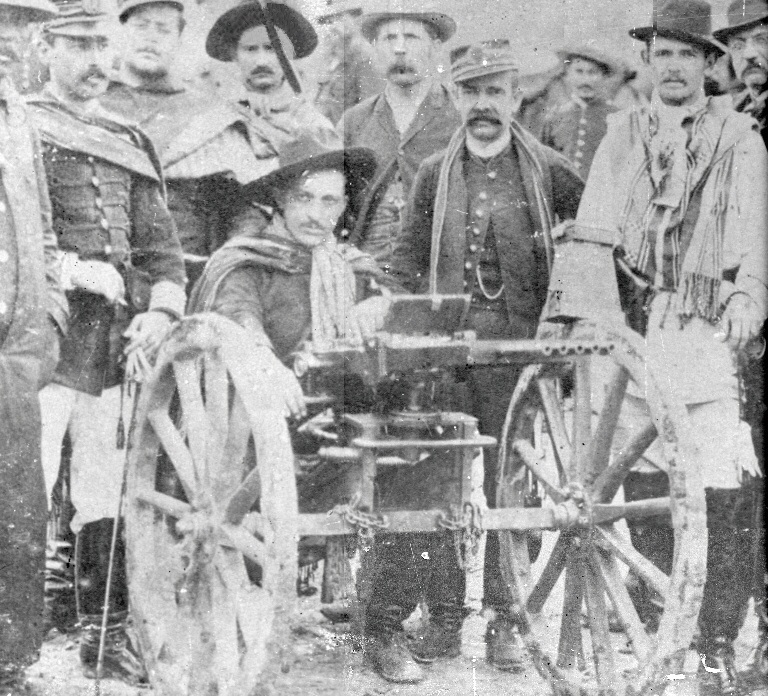
Coronel Dulcídio, Lapa, 1893/4.

- Executar o policiamento montado nos locais de acesso restrito, em parques públicos, e em locais de grande movimentação de pessoas; suplementando a atuação das demais Unidades Operacionais de Área (UOp).
- Por sua natureza especial, é empregado no policiamento externo de futebol, shows, carnaval, eleições, comícios, passeatas, carreatas, parques de exposição, festivais musicais e folclóricos.
- Realiza policiamento especializado em representações solenes, e escolta de lanceiros para dignitários.
- Extraordinariamente, pode ser empregado em situações de distúrbios civis, reintegrações de posse e calamidades públicas.

## Denominação
Desde 1890, exceto nos períodos de conflito, a Unidade sempre foi classificada como esquadrão. Em 1955 passou a denominar-se como Corpo de Polícia Montada, composto por dois esquadrões convencionais, um esquadrão de metralhadoras (com dois pelotões), e uma banda de clarins. Em 1968 passou a chamar-se Regimento de Polícia Montada, com a denominação de Coronel Candido Dulcídio Pereira, homenagem ao comandante do Regimento de Segurança morto em combate em 1894, na Revolução Federalista.

## Cavalaria & Polícia Montada
O termo cavalaria tem origem na palavra sânscrita akva, cuja acepção é “combater em vantagem”. Inicialmente se referia ao emprego de arqueiros em plataformas sobre elefantes, que posteriormente se estendeu ao uso de camelos e cavalos. Os romanos designavam o animal para combate, como caballus, corruptela de akva; diferenciando-o de equus, o animal para tarefas gerais.

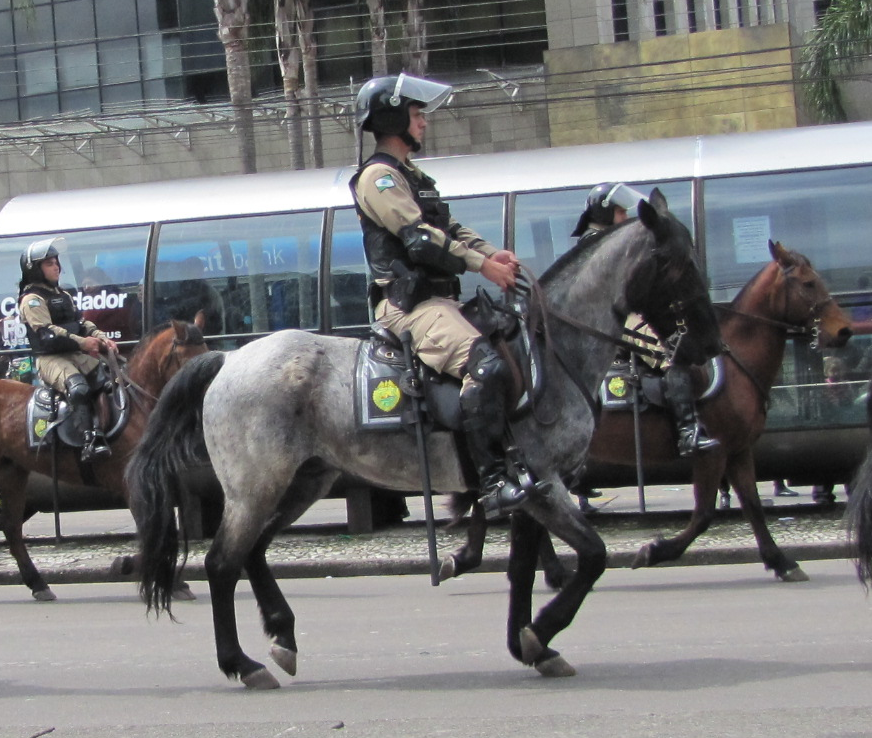
Policiamento de choque - 2010.

No português a palavra cavalo acabou tornando-se a designação genérica do animal macho, enquanto equus, da fêmea (égua); levando muitas pessoas a pensar que cavalaria designa o coletivo de cavalo.
Porém, isso normalmente não ocorre em outros idiomas:
| Idioma  | Animal | Arma       |
| ------- | ------ | ---------- |
| Inglês  | horse  | cavalry    |
| Francês | cheval | cavalerie  |
| Alemão  | pferd  | kavallerie |
| Polonês | koń    | kawaleria  |

- A palavra cavalaria[6] designa a Arma de guerra, cujas principais características se constituem na flexibilidade, capacidade de manobra, ação de choque, e potência de fogo. Sua missão é realizar o reconhecimento e buscar o contato com o inimigo, precedendo as demais Armas; prover a segurança dos movimentos; e executar manobras envolventes e profundas, procurando o embate de forças. Desde a Segunda Guerra Mundial, a cavalaria passou a ser constituída por veículos blindados; e na Guerra do Vietnam, o exército americano criou a primeira Unidade de Cavalaria com helicópteros.
- O termo polícia montada designa explicitamente isso: policiais montados. Não necessariamente a cavalo, pois a Polícia Militar do Estado do Pará realiza policiamento montado com búfalos. Em todos os exércitos já existiu infantaria montada, artilharia montada, etc.. Ou seja, o cavalo usado como mero meio de locomoção. Porém, é importante ressaltar que a polícia montada, em determinadas situações, pode também constituir-se em Arma de cavalaria.

## Haras Palmital
A segunda sede do Regimento "Coronel Dulcídio" é localizada no município de Pinhais/PR, na Estrada da Graciosa.
O local, apesar de afastado do centro urbano, é de fácil e rápido acesso, promovendo mobilidade às tropas. O ambiente é sede do 3º Esquadrão de Polícia Montada, conhecido como "Esquadrão Escola". Lá são realizados cursos de capacitação, habilitação, aperfeiçoamento e nivelamento dos policiais militares de todo o Estado na atividade de policiamento montado. Também é o local utilizado para a procriação dos equinos da Policia Militar do Paraná.

## Centro de Equoterapia
O Centro de Equoterapia Soldado Josué Cipriano Diniz foi criado em  22 de Outubro de 2004, sendo seus integrantes policiais militares, profissionais com as seguintes especializações: fisioterapeuta, instrutor de equitação, hipoterapia e a equitação terapêutica. Para ingresso no Centro é obrigatória a indicação médica, avaliação do fisioterapeuta policial militar, além da aceitação das regras do Centro; o qual possui regulamento que normatiza todas as questões que envolvem os profissionais, o tratamento, o praticante e seus responsáveis.

### Equoterapia
Na PMPR a equoterapia se iniciou em 1996, quando o RPMon começou a atender os primeiros praticantes. Atualmente ela é exercida pelo Centro de Desenvolvimento e Pesquisas Soldado Josué Cipriano Diniz. A equoterapia é um método terapêutico e educacional que utiliza o cavalo dentro de uma abordagem interdisciplinar, nas áreas de saúde, educação e equitação; buscando o desenvolvimento biopsicossocial de pessoas com deficiências e/ou necessidades especiais.

Situações em que a equoterapia apresenta benefícios:
- Paralisia cerebral;
- Acidente vascular encefálico;

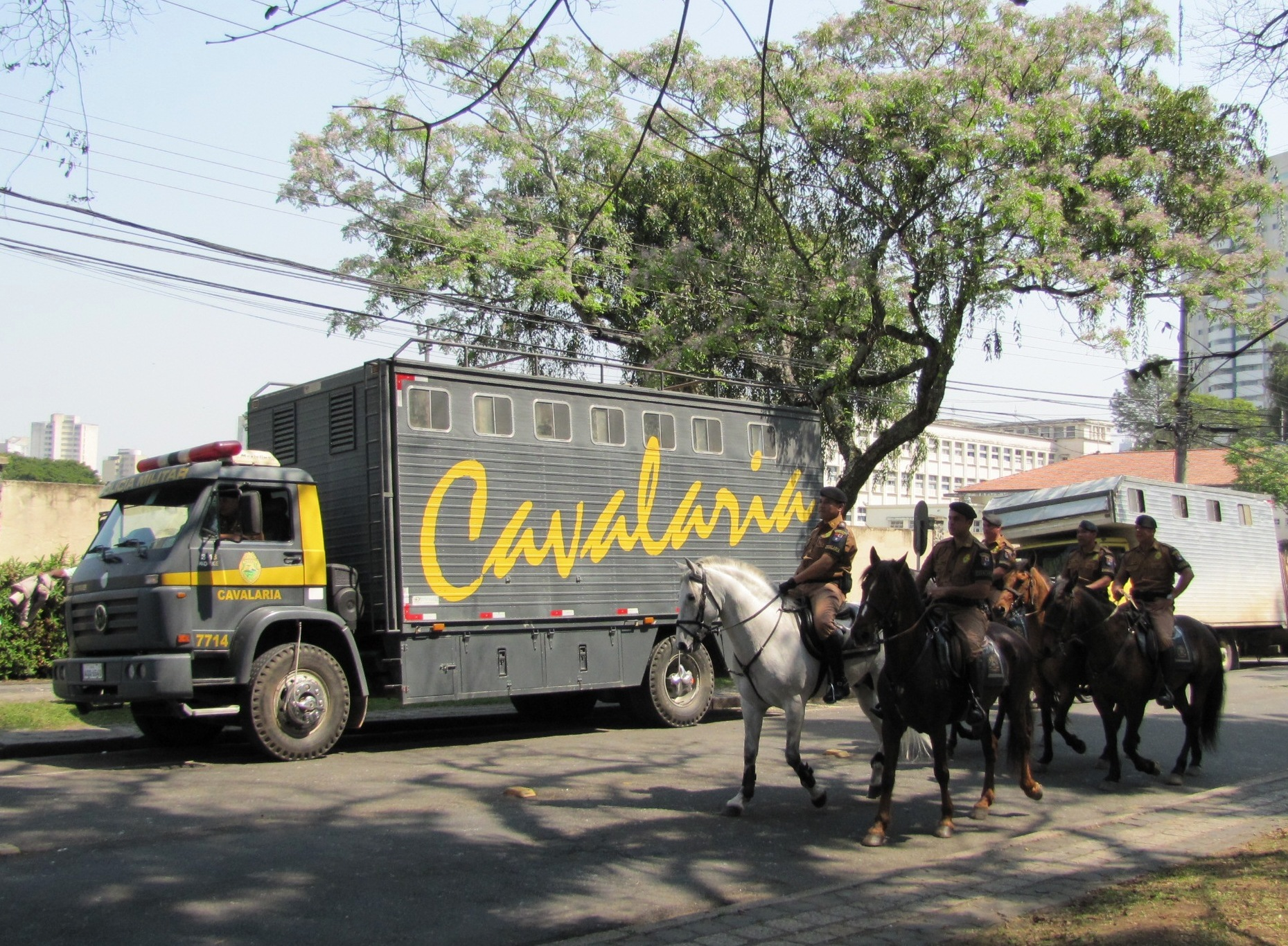
Viatura de transporte e policiamento montado.

- Atraso no desenvolvimento neuropsicomotor;
- Síndrome de Down;
- Traumatismo crânio-encefálico;
- Lesão medular;
- Esclerose Múltipla;
- Disfunção na integração sensorial;
- Dificuldades da aprendizagem ou linguagem;
- Distúrbios do Comportamento;
- Hiperatividade;
- Autismo;
- Traumas;
- Depressão;
- Estresse, e outros.

Metas da equoterapia:
- A meta terapêutica é chegar ao máximo de função com o mínimo de patologia.
- A meta funcional motora da equoterapia é: desenvolver no praticante capacidades funcionais que permitam chegar a fases tão altas de desempenho motor como a fase do esporte equestre.

Objetivos da equoterapia:
- Desenvolver a flexidez do praticante pelo estímulo à via dos substratos do controle motor local;
- Desenvolver o equilíbrio do praticante pelo estímulo aos substratos de controle motor postural, reações de ajuste, de defesa e de endireitamento corporal;
- Aperfeiçoar o assento do praticante pelo estímulo do controle motor global. Nesta fase o praticante aprefeiçoa e aplica o feedback/feedforward adquiridos, que permite manter-se equilibrado, fixo à sela, unir-se coordenada e harmoniosamente aos movimentos do cavalo, desenvolvendo com o animal um conjunto biomecânico melodioso.

## Centro Veterinário da Polícia Militar
O Centro Veterinário da Polícia Militar (CEVET) tem sua sede no Regimento de Polícia Montada, e dá atendimento aos equinos e caninos lotados na corporação. O primeiro veterinário da PMPR foi o Dr. Constantino Stropa, contratado em 1893. Em 1901 foi oficializado o posto de alferes-veterinário; entretanto, somente em 21 de março de 1908 é que foi efetivado o Alferes Theodor Stock. O Serviço Veterinário foi instituído em 1917. E a atual denominação de Centro Veterinário da Polícia Militar (CEVET) foi oficializada pela Lei de Organização Básica (LOB), de janeiro de 1976.
|                                                     |  |  |
| Centro Veterinário do Regimento de Polícia Montada. |  |  |

Estrutura do CEVET
- Setor administrativo;
- Centro Cirúrgico;
- Farmácia;
- Setor canino;
- Radiologia;
- Laboratório;
- Enfermarias.

Observação: Os animais a serviço da corporação são regidos por legislação própria, sendo considerados servidores do Estado. Após um período pré-determinado são aposentados por tempo de serviço. Os equinos são soltos na invernada, onde recebem tratamento e alimentação. Os cães são doados a seus treinadores.

## Tradições

### Bandeirolas das lanças
Na Idade Média as lanças de cavalaria eram ornamentadas com pequenas bandeiras (bandeirolas), normalmente triangulares ou farpadas, colocadas na haste, sob a base da ponta, ostentando cores e emblemas heráldicos associados aos cavaleiros que as portavam. Essas bandeirolas tanto serviam de distintivo para identificar o portador (e assim distinguir amigos de inimigos), como para assustar e desorientar os cavalos dos inimigos durante o choque das batalhas.

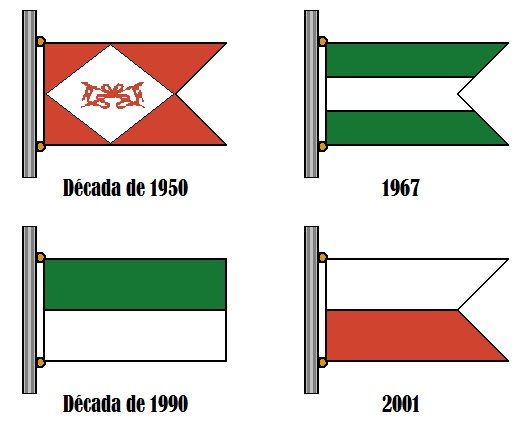
Pelo desconhecimento das tradições, em alguns períodos foram adotadas as cores do Estado do Paraná (verde e branco).

Em 1806 Napoleão Bonaparte ficou impressionado com a boa apresentação da guarda de honra da Polônia, em Varsóvia; o que o levou a também criar um regimento de cavalaria ligeira, como o polonês, na Guarda Imperial em 1807. Em 1809 essa unidade recebeu lanças com bandeirolas nas cores vermelha e branca (cores da Polônia). Posteriormente, os britânicos sofreram com a ferocidade desses lanceiros nas campanhas peninsulares, e também adotaram unidades similares em 1816, armadas com lanças e bandeirolas vermelha e branca.
Com o tempo as lanças perderam sua função bélica, mas as tradições foram mantidas.
Na PMPR, embora ainda que não fossem utilizadas lanças, como insígnia elas foram adotadas em 1909. Mas apenas para a Escolta Presidencial, precursora dos atuais lanceiros. As primeiras lanças somente foram adquiridas após o fim do Estado Novo, quando a cavalaria foi transformada em polícia montada. Essas lanças eram importadas da Alemanha, usadas em escoltas e cerimônias oficiais.
As primeiras bandeirolas do RPMon seguiam o modelo do século XIX da cavalaria brasileira: vermelhas e brancas (cores da Polônia), mas no padrão geométrico da bandeira brasileira (um losango branco sobre fundo vermelho).
As bandeirolas sempre constaram nos principais símbolos representativos da Unidade.

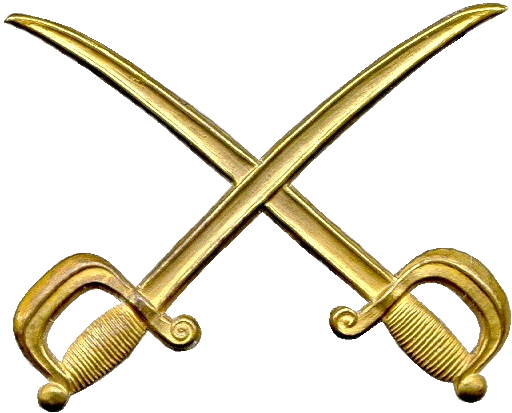
Antigo distintivo da cavalaria - 1891
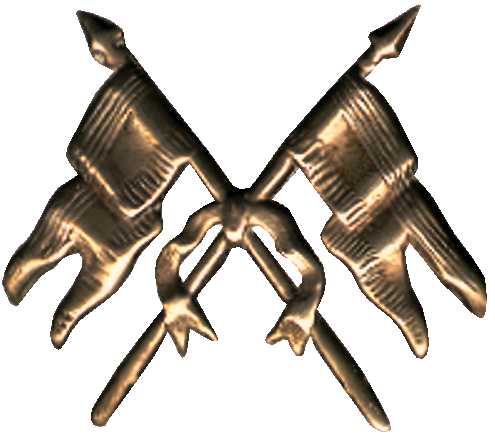
Distintivo da Escolta Presidencial - 1909
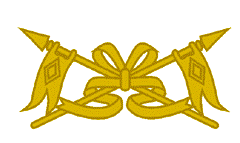
Distintivo da polícia montada - 1950
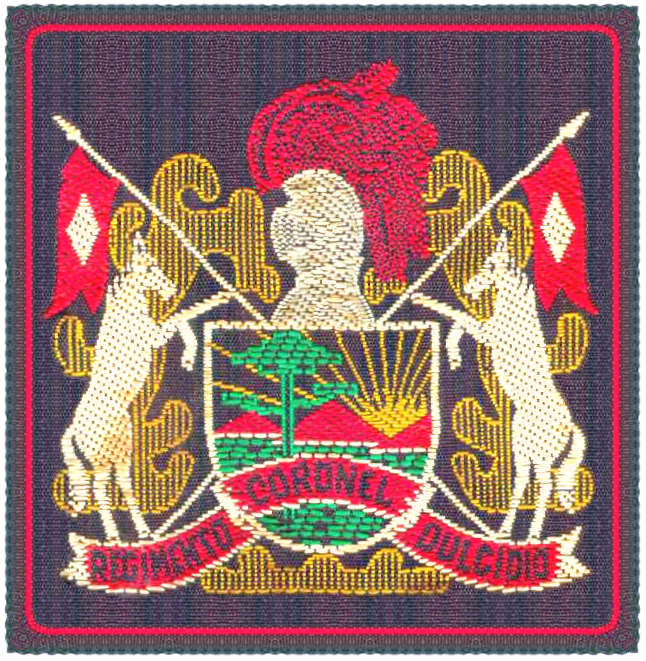
Antigo brasão do RPMon (década de 1970 e 1980)
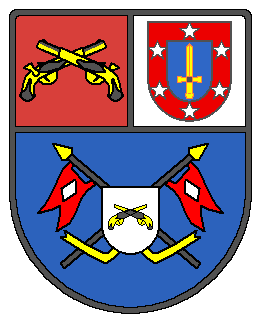
Brasão atual do RPMon (década de 1990)

## Hipismo
No Paraná o hipismo se iniciou na Força Militar do Estado, então denominação da Polícia Militar do Paraná. E a primeira tentativa aconteceu em 1912, por iniciativa do deputado estadual Alfredo Romário Martins. Entretanto ela foi frustrada pela eclosão da Guerra do Contestado (1912 a 1916).

O hipismo somente se iniciou  em 1920, pelo empenho do tenente Dagoberto Dulcídio Pereira. E em 14 de janeiro de 1921 foi inaugurado o picadeiro (pista de treinamento) da corporação. E após um longo período conturbado por diversas revoltas e revoluções (Revolta de 1924 e revoluções de 1930 e 1932), em janeiro de 1940 foi criada a Escola de Equitação; idealizada pelo tenente-coronel Waldemar Kost (também aviador da PMPR). 

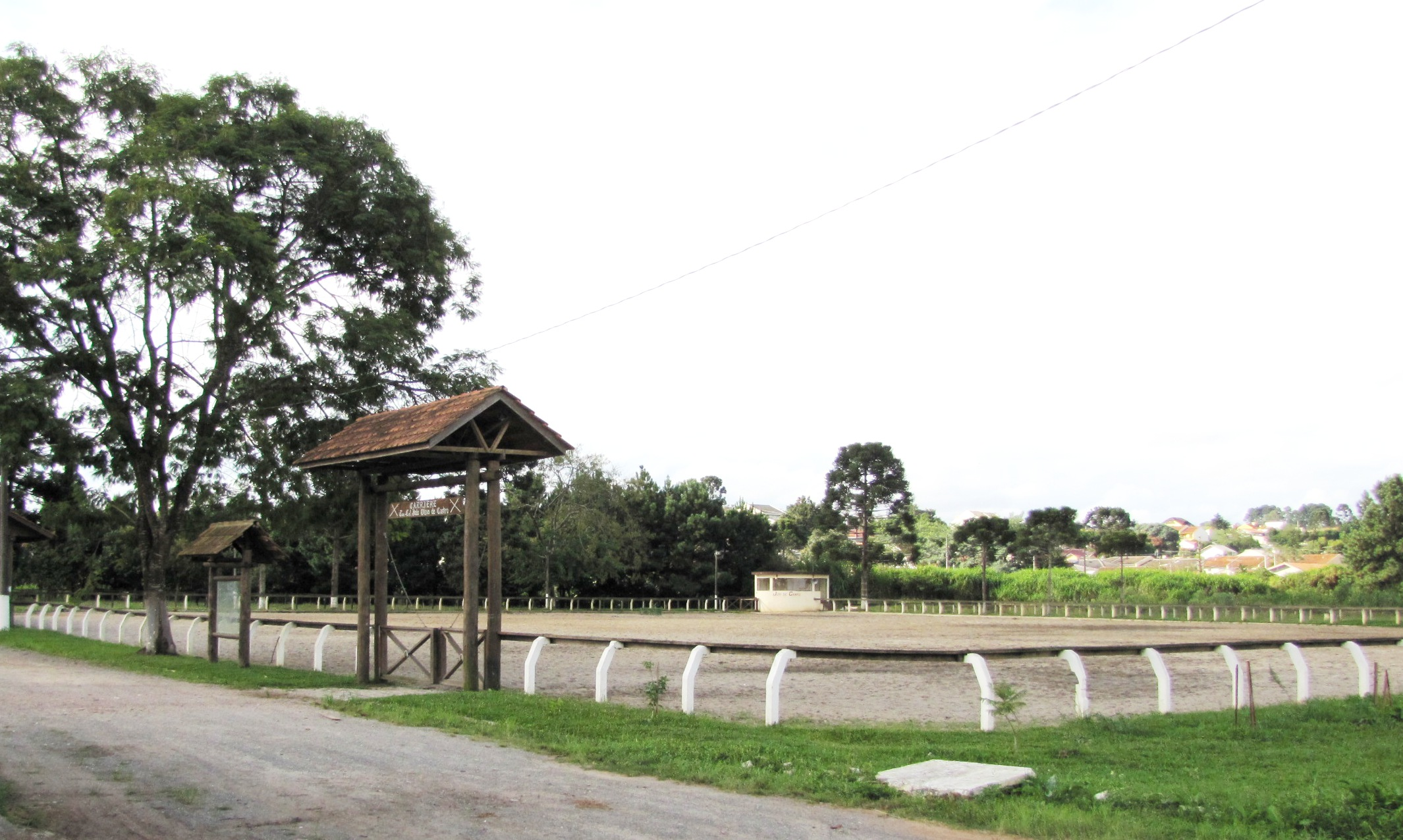
Pista de Equitação do RPMon.

Em 1944 foi construída a pista de obstáculos, no comando do coronel Alfredo Ferreira da Costa; instalada em dois lotes adquiridos pelo Estado (área do recentemente extinto Centro de Suprimento e Manutenção - CSM). Antes disso eram utilizadas as pistas do Exército e do Círculo Militar do Paraná. Em 1948 a Escola de Equitação foi desativada. E em 1952 foi criado o Centro Hípico, sob direção do coronel Dagoberto Dulcídio Pereira; filiado à Federação Paranaense de Hipismo.
Em 1957 o hipismo na PMPR cessou suas atividades devido a Revolta do Sudoeste, também conhecida como Revolta dos Colonos. E em 1959 o esporte foi reativado no Clube dos Oficiais da PMPR.
Atualmente as atividades hípicas estão vinculadas ao Regimento de Polícia Montada.

## Columbofilia
O Núcleo de Columbofilia se iniciou em 03 de junho de 1940, pela doação de dez pombos-correio da Força Pública de São Paulo; passando o pombal a fazer parte do Esquadrão de Cavalaria. O pombal foi instalado no RPMon devido a unidade cumprir missões nas mais distantes regiões do Estado; exigindo um meio de comunicação prático e confiável. O qual, na época, somente podia ser oferecido pelo emprego de pombos-correio. Em 04 de junho se iniciou o primeiro Curso Especial de Columbofilia, sob a direção do 2º Tenente João Alencar Guimarães Filho e do 3º Sargento Salvador Aluízio Neto (especialista em columbofilia da PMESP). Em 07 de setembro de 1960 a columbofilia foi extinta no Exército. Entretanto na PMPR o pombal foi mantido até a década de 1980, quando então  foi também desativado na corporação.

## Galeria de imagens do RPMon

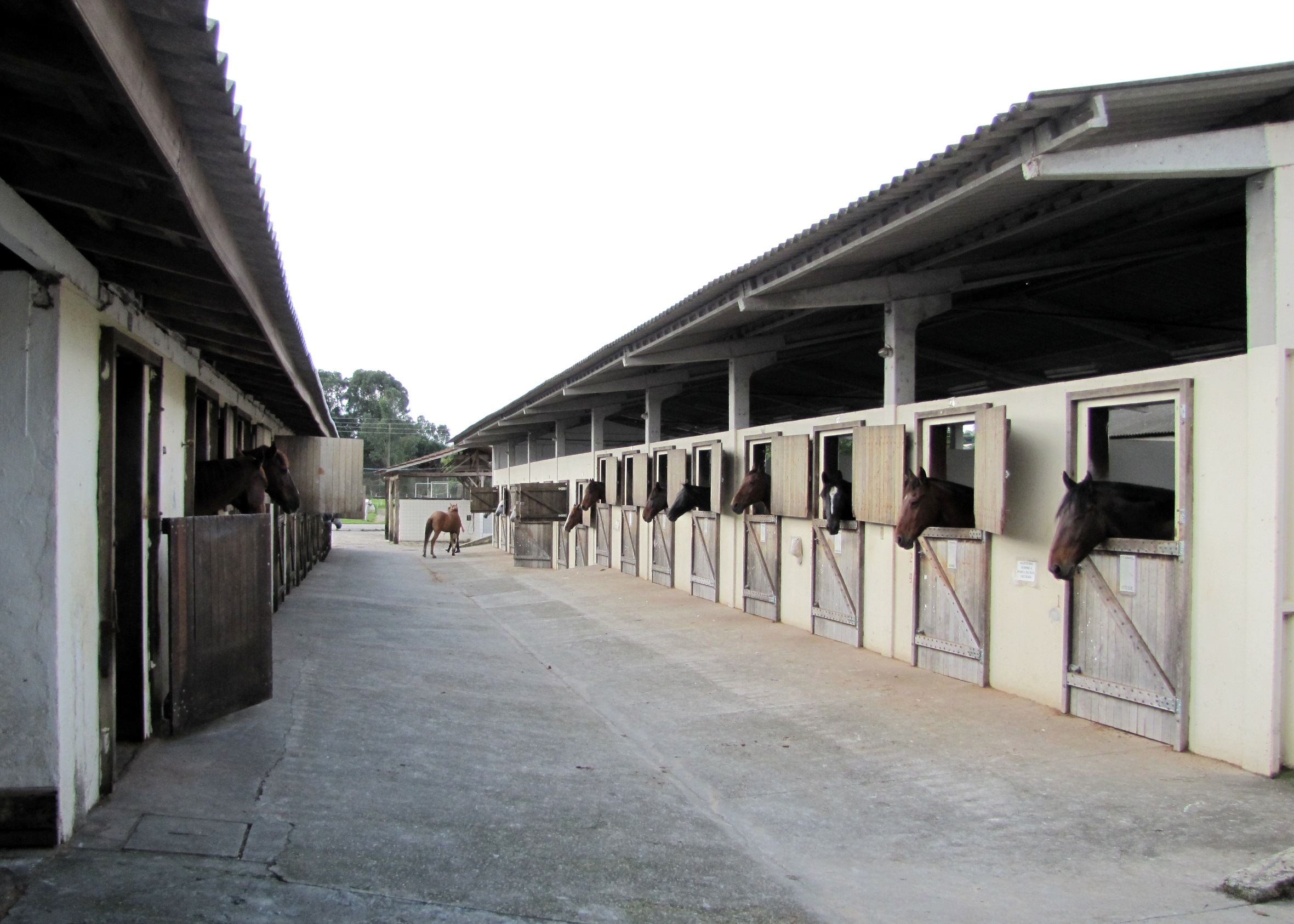
Baias.
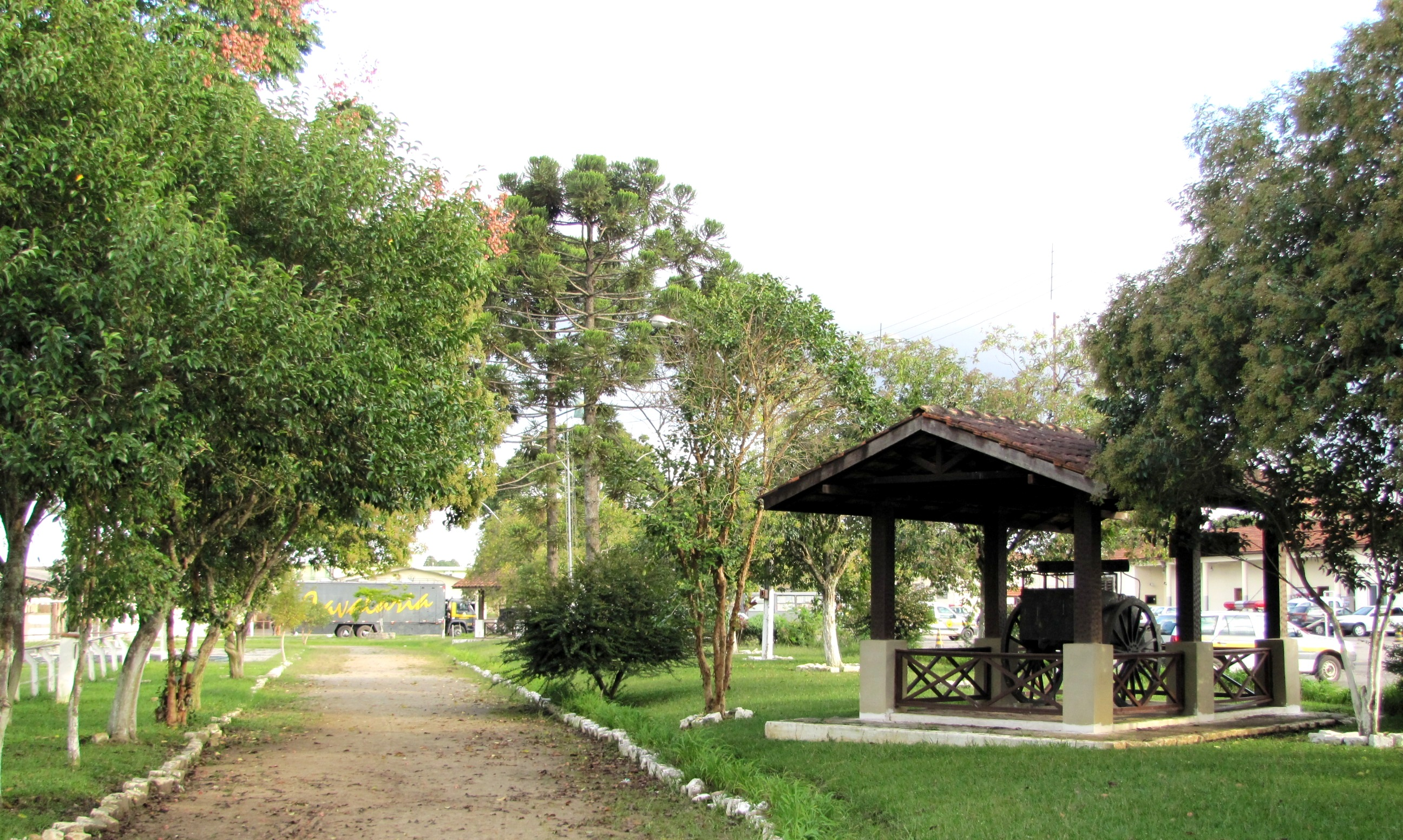
Viela interna.
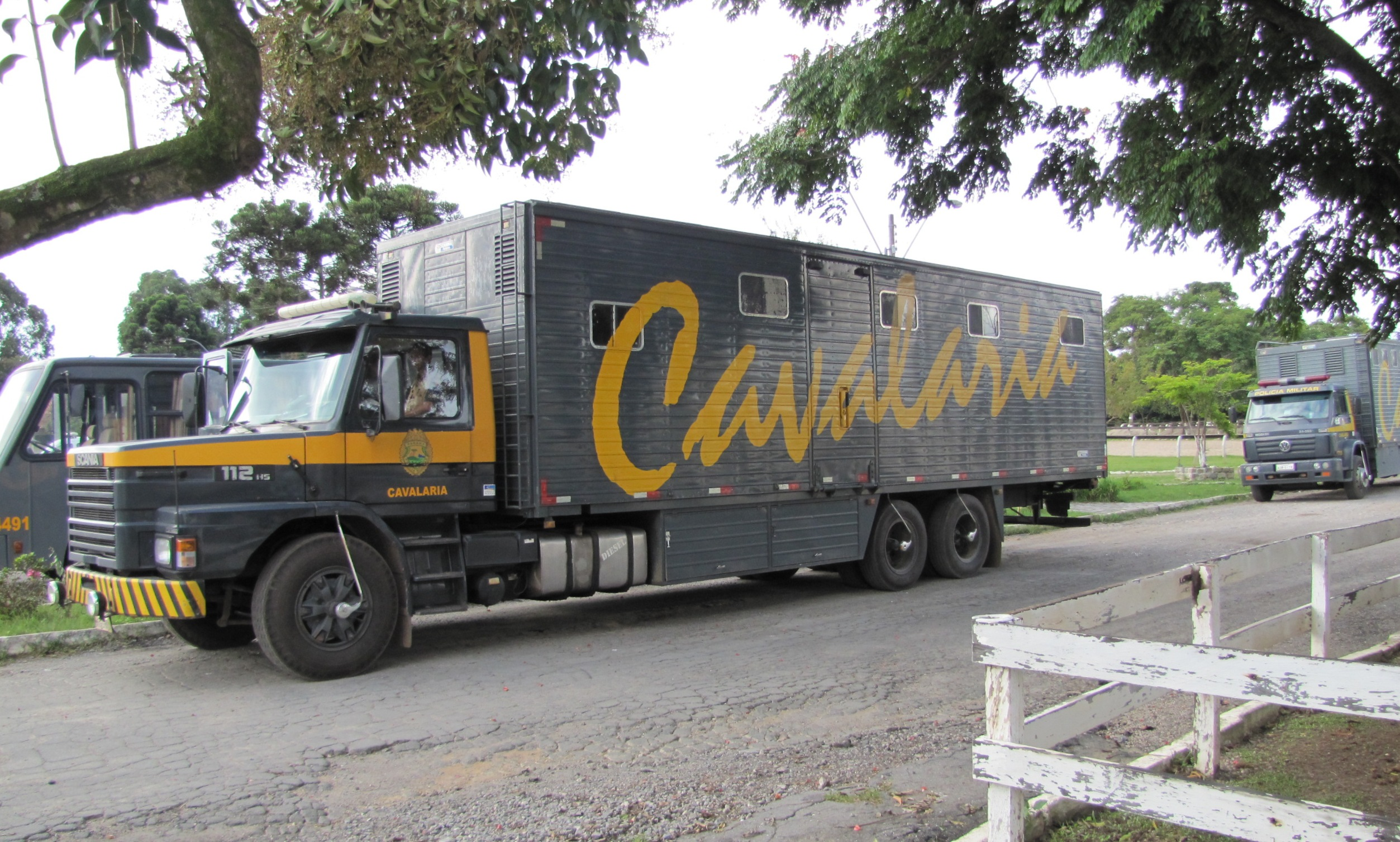
Viatura de transporte.
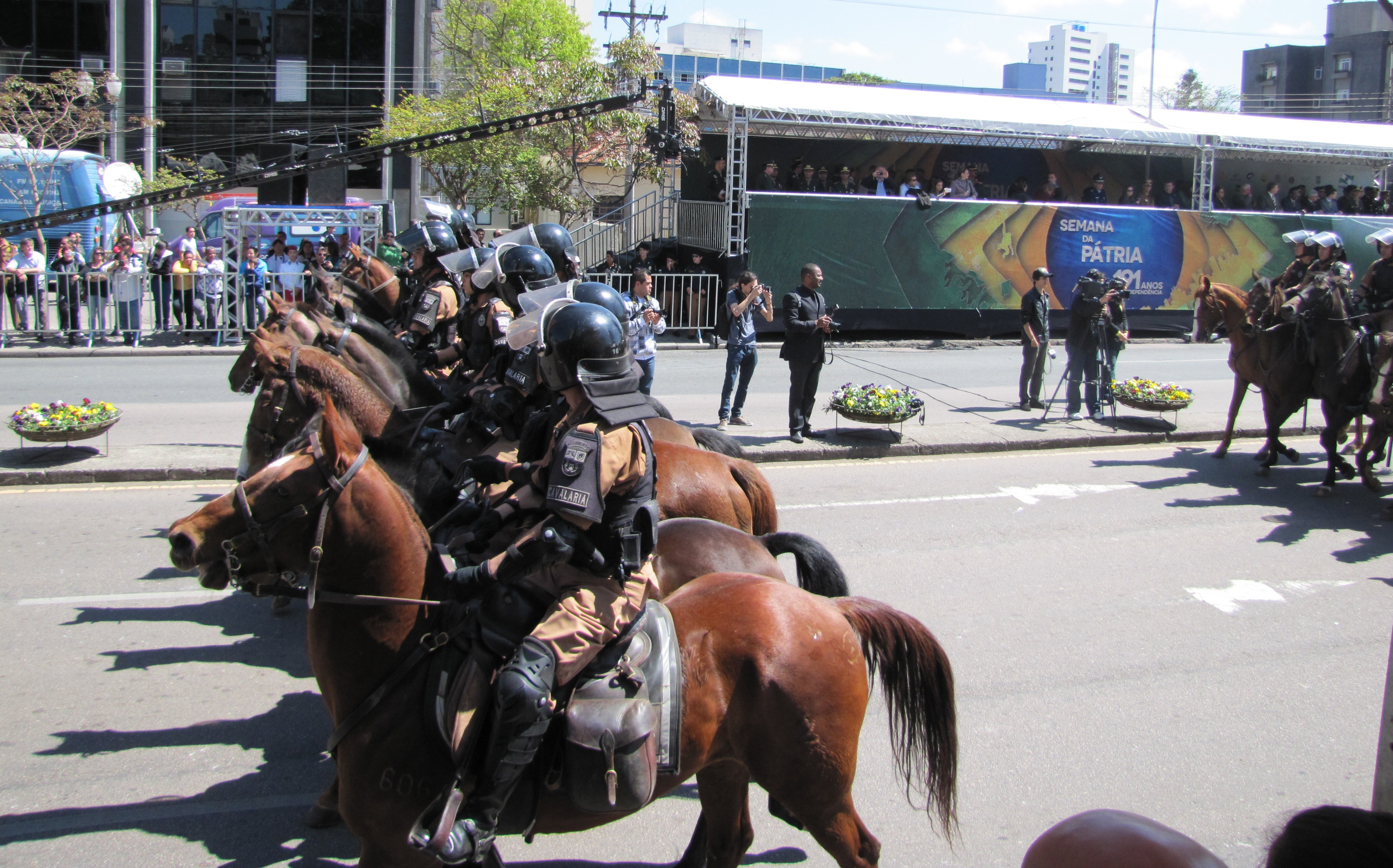
Polícia montada de choque.